# Bibliophil
Bibliophil este un sistem integrat de gestiune de bibliotecă și distribuție bibliografică (cărți, broșuri, reviste, materiale audio-video și preprinturi (lucrări prepublicate) din toate domeniile cunoașterii, literaturii și artelor).
Sistemul integrat de bibliotecă, BiblioPhil, poate îndeplini în acest moment atât funcționalitățile unui Catalog Local de obiecte bibliografice cât și cele ale unui Catalog Partajat.
Datorită caracterului online al programului și orientării spre internet, utilizatorii au acces la resursele bibliografice din rețeaua BiblioPhil, facând mai ușoară catalogarea obiectelor bibliografice proprii. Gestionar: Scream Design.

## Module BiblioPhil

### Interogare (OPAC)
Modul de interogare a bazei de date BiblioPhil după mai multe criterii dintre care amintim: titlu, autor, editor, vedetă subiect, an, editură, CZU, cod de bare și gestiune. Căutarea se face cu ajutorul unui formular în care se pot selecta criteriile de căutare, facilitând regăsirea rapidă a titlurilor cautate.

### Verificare cod de bare
Prin intermediul acestui modul BiblioPhil puteți gestiona cu ajutorul unor etichete de coduri de bare, cititori, obiecte bibliografice și circulația acestora.

### Catalogare resurse bibliografice
Introducerea datelor asociate obiectelor bibliografice (titlu, alte titluri, mențiuni de responsabilitate, autor, editor, ediție, descriere fizică, vedetă subiect, CZU, suport, etc), precum și date referitoare la gestiunea acestora.

### Import resurse bibliografice
Permite accesarea serverului bibliophil.ro, având astfel la dispoziție sute de mii de obiecte bibliografice catalogate pe care le puteți importa în baza de date locală. În acest fel nu trebuie decât să adăugați numărul de inventar pentru obiectele bibliografice proprii.

### Gestiunea resurselor bibliografice
Informația legată de un exemplar se poate regăsi simplu prin atașarea unui cod de bare unic fiecărui exemplar. De asemenea se pot adăuga informații cum ar fi: număr inventar, cotă, preț în diverse monede, RMF intrare, RMF ieșire, gestiune, regim de împrumut, note speciale, legate de fiecare exemplar.

### Gestiunea cititor
Permite adăugarea, modificarea, ștergerea și căutarea cititorilor din baza de date BiblioPhil locală.

### Circulație
Permite efectuarea de împrumuturi pentru cititorii înscriși la bibliotecă. Acest meniu conține submeniuri pentru realizarea efectivă a împrumutului, consultarea istoricului unui cititor și consultarea listei cu cititorii care au depășit termenul de împrumut.

### Statistică
Circulația obiectelor bibliografice, cititori și bibliotecari.

### Catalog OnLine
Oferă posibilitatea de a prezenta colecția de obiecte bibliografice prin internet. Astfel cei care accesează situl pot afla informații în timp real despre cărțile existente în bibliotecă, numărul de exemplare existente, numărul de exemplare disponibile și locația acestora.

### Managementul conturilor
Pe bază de utilizator și parolă fiecare cititor al bibliotecii are posibilitatea de a gestiona și vizualiza fișa de cititor, istoricul împrumuturilor, precum și rezervarea de carte.

### Conturi Web
Permite vizualizarea de către fiecare cititor înscris la bibliotecă, prin intermediul internet, a obiectelor bibliografice împrumutate, istoricul împrumuturilor, etc.

## Adrese web
- http://bibliophil.bibliotecamm.ro Arhivat în 21 mai 2013, la Wayback Machine.
- http://bibliophil.bjvaslui.ro/ Arhivat în 24 noiembrie 2015, la Wayback Machine.
- http://bibliophil.bibgtkneamt.ro/ Arhivat în 15 martie 2008, la Wayback Machine.
- http://icr-budapesta.bibliophil.ro/ Arhivat în 5 decembrie 2008, la Wayback Machine.
- http://sighetul-marmatiei.bibliophil.ro/ Arhivat în 2 mai 2008, la Wayback Machine.
- http://www.bibliophil.ro Arhivat în 25 februarie 2008, la Wayback Machine.